# Susanna Huovinen
Krista Anri Susanna Huovinen, född 10 juni 1972 i Limingo, är en finländsk socialdemokratisk politiker. Hon är ledamot av Finlands riksdag sedan 1999 och var Finlands omsorgsminister mellan 2013 och 2015. Hon var Finlands kommunikationsminister 2005–2007.
Huovinen efterträdde Maria Guzenina-Richardson som omsorgsminister i maj 2013.

## Utmärkelser
- Kommendörstecknet av Finlands Lejons orden,  6 december 2006[5]
- Finlands idrottskulturs förtjänstkors,  2012[6]
- Krigsinvalidernas förtjänstkors,  27 april 2015[7]

[Redigera Wikidata]